# Breedsnavelmotmot
De breedsnavelmotmot (Electron platyrhynchum) is een vogel uit de familie Momotidae (motmots).

## Verspreiding en leefgebied
Deze soort komt voor van oostelijk Honduras tot zuidwestelijk Ecuador en het westelijk Amazonebekken en telt zes ondersoorten:
- E. p. minus: van oostelijk Honduras tot noordelijk Colombia.
- E. p. platyrhynchum: van noordwestelijk Colombia tot zuidwestelijk Ecuador.
- E. p. colombianum: noordelijk Colombia.
- E. p. pyrrholaemum: oostelijk Colombia, oostelijk Ecuador, oostelijk Peru en noordelijk Bolivia.
- E. p. orienticola: westelijk Brazilië.
- E. p. chlorophrys: centraal Brazilië.

## Status
De grootte van de populatie is in 2019 geschat op 0,5-5 miljoen volwassen vogels. Op de Rode lijst van de IUCN heeft deze soort de status niet bedreigd.